# Un rantolo nel buio
Un rantolo nel buio (A Reflection of Fear) è un film del 1973 diretto da William A. Fraker.